# كيث فريزر
كيث فريزر (بالإنجليزية: Keith Frazier)‏ هو لاعب كرة قاعدة أمريكي، ولد في 18 مايو 1913، وتوفي في 17 يونيو 1992.